# Estadio José Pachencho Romero
Het Estadio José Pachencho Romero is een multifunctioneel stadion in de Venezolaanse stad Maracaibo. Het is de thuishaven van voetbalclubs Unión Atlético Maracaibo en Zulia FC, en ook de nationale ploeg van Venezuela speelt hier geregeld interlandwedstrijden. De maximumcapaciteit van het complex bedraagt 45.000 toeschouwers.

## Historie
Dit stadion werd geopend in 1971. In 2007 werd het gerenoveerd, het stadion was dat jaar gastheer van onder meer de strijd om de Copa América 2007: vijf wedstrijden, waaronder de finale tussen Brazilië en Argentinië (3–0) op 15 juli 2007.
| № | Datum        | Wedstrijd                     | Uitslag | Toernooi                         | Toeschouwers |
| - | ------------ | ----------------------------- | ------- | -------------------------------- | ------------ |
| 1 | 28 juni 2007 | Paraguay – Colombia           | 5 – 0   | Copa América 2007 – groepsfase   | 34.500       |
| 2 | 28 juni 2007 | Argentinië – Verenigde Staten | 4 – 1   | Copa América 2007 – groepsfase   | 34.500       |
| 3 | 2 juli 2007  | Verenigde Staten – Paraguay   | 1 – 3   | Copa América 2007 – groepsfase   | 28.200       |
| 4 | 10 juli 2007 | Uruguay – Brazilië            | 2 – 2   | Copa América 2007 – halve finale | 38.100       |
| 5 | 15 juli 2007 | Brazilië – Argentinië         | 3 – 0   | Copa América 2007 – finale       | 40.000       |